# 塞堡湖

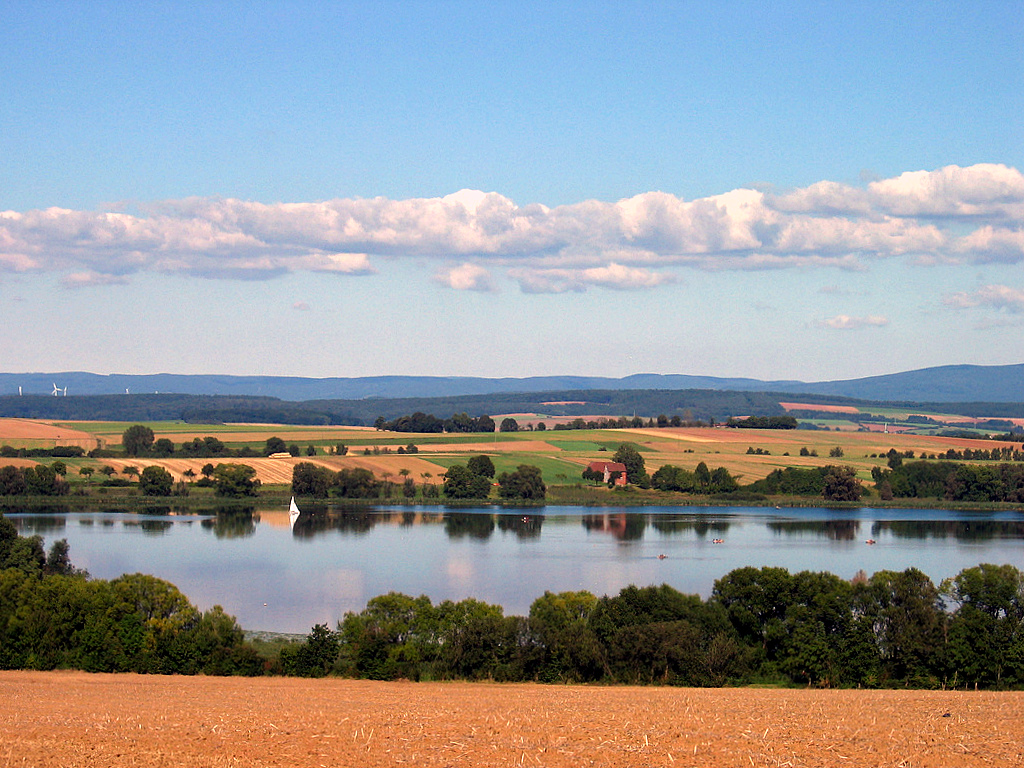

51°33′54″N 10°9′52″E / 51.56500°N 10.16444°E
塞堡湖（德語：Seeburger See），是德國的湖泊，位於該國西北部，由下薩克森州負責管轄，處於哥廷根，長1.1公里、寬1.1公里，面積0.9平方公里，海拔高度157米，平均水深2.3米，最大水深4.2米，湖岸線長度3.7公里。